# Kolinio Sivoki
Kolinio Sivoki (* 10. März 1995) ist ein fidschianischer Fußballspieler, welcher meist in der Innenverteidigung eingesetzt wird. Er stand im Dezember 2016 beim fidschianischen Fußballverein Lautoka FC und gehört seit 2015 regelmäßig zum Kader der fidschianischen Fußballnationalmannschaft.

## Karriere
Im Januar 2015 wechselte er innerhalb der fidschianischen Liga von Rewa FC zum Suva FC und verließ den Verein nach einem Jahr wieder. Nachdem er nach einem halben Jahr wieder zum Suva FC zurückgekehrt war, wechselte er im Dezember 2016 nach Lautoka zum Lautoka FC.
Am 27. August 2015 gab er sein Debüt in der Nationalmannschaft der Fidschi-Inseln. Beim 6:0-Sieg im Freundschaftsspiel gegen Amerikanisch-Samoa wurde er von Trainer Juan Carlos Buzzetti die gesamten 90 Minuten eingesetzt. Für die Olympischen Spiele 2016 in Rio de Janeiro wurde er von neuen Nationaltrainer Frank Farina nominiert, er kam aber in keinem der drei Spiele zum Einsatz.